# Bejuma (Municipio)
Der Bezirk (Municipio) Bejuma ist einer von 14 Bezirken des Bundesstaats Carabobo im Norden Venezuela.
Der Regierungssitz ist die Stadt Bejuma. Es hat eine Fläche von 469 km² und für 2001 eine Bevölkerung von 39.187 Einwohnern.

## Geschichte
Die Region wurde früher von Indianern bewohnt. 1843 versammelten sich die Besitzer der Hacienda Bejuma und vereinbarten, das Dorf Bejuma zu gründen.
Im November 2008 wurde Lorenzo Remedios wieder (mit 48 % der Stimmen) an die Spitze des Bezirks gewählt.

## Geografie
Bejuma liegt auf einer durchschnittlichen Höhe von 667 m ü. NN. Die Durchschnittstemperatur innert eines Jahres beträgt 24 °C. Die Geographische Lage ist 10°10'22.34"N, 68°15'32.36"W. Flüsse innerhalb der Region sind Bejuma und Chirgua.
Bejuma grenzt im Norden an den Bezirk Juan José Mora, im Osten an die Bezirke Puerto Cabello, Naguanagua und Libertador, im Süden an den Bundesstaat Cojedes, im Südwesten – in einer Einstülpung – an die Bezirke Montalbán und Miranda und im Westen an den Bundesstaat Yaracuy.

## Verwaltungsgliederung
Das Municipio (Bezirk) Bejuma gliedert sich in drei Parroquias:
| Parroquia               | Verwaltungssitz |
| ----------------------- | --------------- |
| Parroquia Bejuma        | Bejuma          |
| Parroquia Canoabo       | Canoabo         |
| Parroquia Simón Bolívar | Chirgua         |

## Wirtschaft
Die Bevölkerung lebt von Landwirtschaft und Viehzucht. Es werden Orangen, Zitronen, Getreide, Hülsenfrüchte angebaut und Rinder, Schweine und Geflügel gezüchtet.

## Feierlichkeiten
Das traditionelle Gründungsfest findet jährlich am 18. September statt. Zudem gibt es regelmäßig Feierlichkeiten zu Ehren Sankt Raffaels am 24. Oktober.